# Análisis de políticas
El análisis de políticas es una técnica utilizada en la administración pública para permitir que los funcionarios públicos, activistas y otros examinen y evalúen las opciones disponibles para implementar los objetivos de las leyes y el desempeño de los funcionarios electos. El proceso también se utiliza en la administración de grandes organizaciones con políticas complejas. Se ha definido como el proceso de "determinar cuál de las distintas políticas logrará un conjunto dado de objetivos a la luz de las relaciones entre las políticas y los objetivos".
El análisis de políticas puede dividirse en dos campos principales:  
- Análisis de políticas existentes: es analítico y descriptivo, e intenta explicar las políticas y su desarrollo.
- Análisis para la creación de políticas: es prescriptivo, está involucrado en la formulación de políticas y propuestas (por ejemplo: mejorar el bienestar social).[2]

Las áreas de interés y el propósito del análisis determinan qué tipos de análisis se llevan a cabo. La combinación de ambos tipos de análisis de políticas, junto con la evaluación de programas, definen los estudios de políticas. El análisis de políticas se implementa con frecuencia en el sector público, pero es igualmente aplicable en otros lugares, como organizaciones sin fines de lucro y organizaciones no gubernamentales. El análisis de políticas tiene sus raíces en el análisis de sistemas, un enfoque utilizado por el Secretario de Defensa de los Estados Unidos, Robert McNamara, en los años sesenta. 

## Enfoques
Existen varios enfoques para el análisis de políticas. El análisis de políticas es un enfoque central en los estudios de ciencias sociales y políticas educativas. Está vinculado a tradiciones diferentes de análisis de políticas y marcos de investigación. El enfoque del análisis prescriptivo se refiere a la investigación realizada para el desarrollo real de la política, a menudo encargada por los responsables de la formulación de políticas dentro de la burocracia (por ejemplo, funcionarios públicos de alto nivel). El análisis descriptivo y comparativo de políticas existentes es más bien un ejercicio académico, realizado por investigadores académicos, profesores e investigadores de think tanks, que a menudo buscan comprender por qué se desarrolló una política en particular, en un momento determinado, y evaluar los efectos, previstos o no, de esa política cuando fue implementada.
Hay tres enfoques que pueden distinguirse: el enfoque de análisis centrado, el proceso de políticas y el enfoque de metapolítica.

### Análisis centrado
El enfoque de análisis centrado se enfoca en los problemas individuales y sus soluciones. Su alcance es la microescala y su interpretación o resolución del problema, generalmente, implica una solución técnica. El objetivo principal es identificar la solución más efectiva y eficiente en términos técnicos y económicos (por ejemplo, la asignación más eficiente de recursos). 

### Análisis estratégico
El enfoque de análisis estratégico de políticas públicas busca analizar y resolver los problemas públicos desarrollando políticas públicas basadas en un diagnóstico del tipo de problema y sus causas, así como de las condiciones específicas en que éste se da, los recursos que se pueden utilizar en relación con los objetivos planteados, así como los obstáculos y resistencias que probablemente se enfrentarán.

### Proceso de políticas

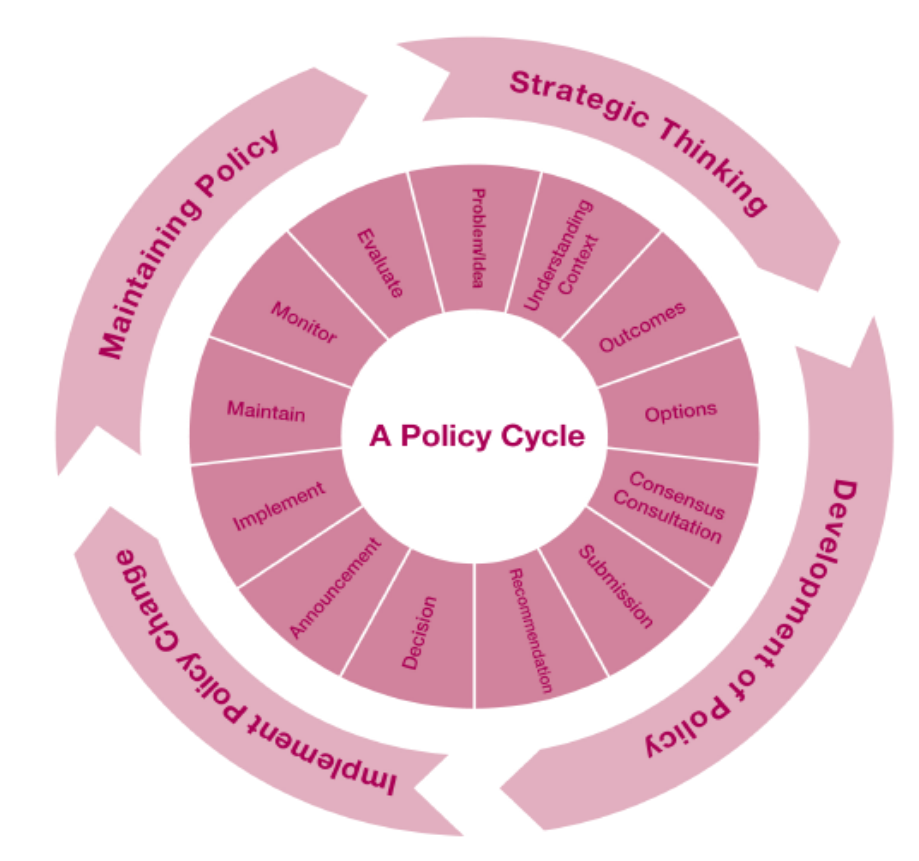
Ejemplo de un ciclo de políticas, utilizado en el enfoque PROCSEE.

El enfoque del proceso político pone su punto focal en los procesos políticos y las partes interesadas involucradas; su alcance es la mesoescala, más amplia que la anterior, e interpreta los problemas utilizando una lente política (es decir, los intereses y objetivos de los funcionarios electos). Su objetivo es determinar qué procesos, medios e instrumentos de política (por ejemplo, regulación, legislación, subsidio ) se utilizan. Además, trata de explicar el papel y la influencia de las partes interesadas en el proceso de formulación e implementación. Las partes interesadas incluyen, en términos generales, a ciudadanos, grupos comunitarios, organizaciones no gubernamentales, empresas e, incluso, partidos políticos opuestos. Al cambiar el poder relativo y la influencia de ciertos grupos (por ejemplo, mejorar la participación pública y la consulta), se pueden identificar soluciones a los problemas que tienen  aceptación dentro de un grupo más amplio.  
Una forma de hacerlo sigue un modelo heurístico llamado ciclo de políticas . En su forma más simple, el ciclo de políticas, que a menudo se representa visualmente como un bucle o círculo, comienza con la identificación del problema, continúa con un examen de las diferentes herramientas de políticas que podrían usarse para responder a ese problema, y luego continúa a la etapa de implementación, en la que una o más políticas se ponen en práctica (por ejemplo, se establece una nueva regulación o subvención). Finalmente, una vez que se ha implementado y ejecutado durante un período determinado, la política se evalúa. Se pueden utilizar varios puntos de vista diferentes durante la evaluación, incluida la observación de la efectividad, rentabilidad, relación costo-beneficio, resultados o productos de una política. 

### Metapolítica
El enfoque de meta-política es un enfoque de sistemas y contexto; es decir, su alcance es la macroescala y su interpretación del problema suele ser de naturaleza estructural. Su objetivo es explicar los factores contextuales del proceso de política; es decir, cuáles son los factores políticos, económicos y socioculturales que influyen en él. Como los problemas pueden surgir debido a factores estructurales (por ejemplo, un determinado sistema económico o institución política), las soluciones pueden implicar cambiar la estructura en sí. 

## Metodologías
El análisis de políticas utiliza métodos tanto cualitativos como cuantitativos . La investigación cualitativa incluye estudios de casos y entrevistas con miembros de la comunidad. La investigación cuantitativa incluye investigación de encuestas, análisis estadístico (también llamado análisis de datos ) y construcción de modelos . Una práctica común es definir el problema y los criterios de evaluación; identificar y evaluar alternativas; y recomendar una determinada política en consecuencia. La promoción de las mejores agendas es el producto de un cuidadoso análisis "posterior" de las políticas mediante una evaluación a priori y una evaluación a posteriori . 
El análisis de políticas tiene seis dimensiones clasificadas como los efectos y la implementación de la política a lo largo de un período de tiempo. También se conoce colectivamente como "Durabilidad" de la política, lo que significa la capacidad en el contenido de la política para producir cambios o resultados compatibles, visibles y efectivos a lo largo del tiempo, con solidez.
Efectos
| Eficacia            | ¿Qué efectos tiene la política en el problema específico?                   |
| Efectos no deseados | ¿Cuáles son los efectos no deseados de esta política?                       |
| Equidad             | ¿Cuáles son los efectos de esta política en diferentes grupos de población? |

Implementación
| Costo         | ¿Cuál es el costo financiero de esta política?                                 |
| Factibilidad  | ¿Es la política técnicamente viable?                                           |
| Aceptabilidad | ¿Las partes interesadas relevantes en la política consideran que es aceptable? |

Las dimensiones de los efectos estratégicos pueden presentar ciertas limitaciones debido a la recopilación de datos. Sin embargo, las dimensiones analíticas de los efectos influyen directamente en la aceptabilidad. El grado de aceptabilidad se basa en las definiciones plausibles de los actores involucrados en la viabilidad. Si la dimensión de viabilidad se ve comprometida, pondrá en riesgo la implementación, lo que implicará costos adicionales. Finalmente, las dimensiones de implementación influyen colectivamente en la capacidad de una política para producir resultados o impactos. 

### Enfoque de cinco E
Un modelo de análisis de políticas es el "enfoque de cinco E", que consiste en examinar una política en términos de:
Eficacia
¿Qué tan bien funciona (o qué tan bien se pronostica que funcionará)?
Eficiencia
¿Cuánto trabajo implicará o implicará? ¿Hay costos significativos asociados con esta solución y valen la pena?
Ética
¿Es ético y moralmente sensato? ¿Hay consecuencias no deseadas ?
Evaluar alternativas
¿Qué tan bueno es en comparación con otros enfoques? ¿Se han considerado todos los otros enfoques relevantes?
Establecer recomendaciones
¿Qué se puede implementar realmente? ¿Es mejor enmendar, reemplazar, eliminar o agregar una política?

### Marco de referencia
Las políticas son consideradas como marcos que pueden optimizar el bienestar general. Estos son comúnmente analizados por cuerpos legislativos y cabilderos. Cada análisis de políticas está destinado a traer un resultado evaluativo. Un análisis de políticas sistémicas está destinado a un estudio en profundidad para abordar un problema social. Los pasos en un análisis de políticas son:
1. Definir el problema evaluado por la política
2. Evaluar los objetivos de las políticas y sus poblaciones objetivo
3. Estudiar los efectos de la política
4. Realizar las implicaciones políticas: distribución de recursos, cambios en los derechos y estados de los servicios, beneficios tangibles
5. Revisar políticas alternativas: estudiar los modelos de políticas existentes y posibles que podrían haber abordado mejor el problema o partes del mismo que podrían hacerlo efectivo

## Modelos basados en evidencia
Existen muchos modelos para analizar el desarrollo y la implementación de políticas públicas. Los analistas utilizan estos modelos para identificar aspectos importantes de la política, así como para explicar y predecir la política y sus consecuencias. Cada uno de estos modelos se basa en tres tipos de políticas: 
- Gobierno (por ejemplo, federal, provincial, municipal)
- Políticas adoptadas dentro de las instituciones públicas (por ejemplo, hospitales, guarderías, escuelas)
- Lugar de trabajo (por ejemplo, políticas que rigen a los empleados y las relaciones empleado-gerente)[15]

### Gobiernos
La política pública está determinada por una variedad de instituciones políticas, que otorgan legitimidad política a las medidas políticas. En general, el gobierno aplica políticas a todos los ciudadanos y monopoliza el uso de la fuerza al aplicar o implementar políticas (a través del control gubernamental de la aplicación de la ley, los sistemas judiciales, el encarcelamiento y las fuerzas armadas ). Los poderes legislativo, ejecutivo y judicial del gobierno son ejemplos de instituciones que dan legitimidad a las políticas. Muchos países también tienen organizaciones independientes o cuasi-independientes que, aunque financiados por el gobierno, son independientes de los funcionarios elegidos y líderes políticos. Estas organizaciones pueden incluir comisiones gubernamentales, tribunales, agencias reguladoras y comisiones electorales. 

### Instituciones públicas
Uno de los modelos más utilizados para las instituciones públicas son los de Herbert A. Simon, el padre de los modelos racionales. También es utilizado por corporaciones privadas. Sin embargo, muchos critican el modelo debido a que las características del modelo no son prácticas y se basan en suposiciones poco realistas. Por ejemplo, es un modelo difícil de aplicar en el sector público porque los problemas sociales pueden ser muy complejos, mal definidos e interdependientes. El problema radica en el procedimiento de pensamiento que implica el modelo que es lineal y puede enfrentar dificultades en problemas extraordinarios o problemas sociales que no tienen secuencias de sucesos. 

### Lugares de trabajo
Existen muchas políticas contemporáneas relevantes para cuestiones de género y trabajo. Los actores analizan temas de empleo contemporáneos relacionados con el género que van desde el permiso parental y los programas de maternidad, el acoso sexual y el equilibrio trabajo/vida, hasta la incorporación de la perspectiva de género. Es por la yuxtaposición de una variedad de metodologías de investigación centradas en un tema común que se gana la riqueza de la comprensión. Esto integra lo que generalmente son cuerpos de evaluación separados sobre el papel del género en los desarrollos del estado de bienestar, las transformaciones de empleo, las políticas laborales y la experiencia laboral. 

### Otros ámbitos
Existen otros tipos principales de análisis de políticas, ampliamente agrupables en enfoques competitivos: 
- Análisis de políticas empíricas versus normativas
- Análisis retrospectivos versus prospectivos
- Análisis prescriptivo versus descriptivo

## Técnicas utilizadas en análisis de políticas
- Análisis coste-beneficio
- Gestión por objetivos (MBO)
- La investigación de operaciones
- Toma de decisiones basada en análisis
- Evaluación del programa y técnica de revisión (PERT)
- Método del camino crítico (CPM)

## Evaluación
El éxito de una política se puede medir por los cambios en el comportamiento de la población objetivo y el apoyo activo de varios actores e instituciones involucradas. Una política pública es una comunicación autorizada que prescribe un curso de acción inequívoco para individuos o grupos específicos en ciertas situaciones. Debe haber una autoridad o líder encargado de la implementación y el monitoreo de la política con una teoría social sólida que subyace al programa y al grupo objetivo. Las evaluaciones pueden ayudar a estimar qué efectos serán producidos por los objetivos / alternativas del programa. Sin embargo, las afirmaciones de causalidad solo pueden hacerse con ensayos de control aleatorios en los que el cambio de política se aplica a un grupo y no a un grupo de control y los individuos se asignan aleatoriamente a estos grupos.
Para lograr el cumplimiento de los actores involucrados, el gobierno puede recurrir a sanciones positivas, tales como publicidad favorable, soporte de precios, créditos fiscales, subvenciones, servicios directos o beneficios; declaraciones; recompensas normas voluntarias; mediación; educación; programas de demostración; formación, contratos; subsidios, préstamos, gastos generales; procedimientos informales, negociación; franquicias, premios de proveedores únicos, entre otros.

## Otras lecturas (inglés)
- Bardach, Eugene (2011). A Practical Guide for Policy Analysis: The Eightfold Path to More Effective Problem Solving'. CQ Press College.
- Bardach, Eugene (1977). «The Implementation Game: What Happens After a Bill Becomes a Law». Libro. (MIT Studies in American POlitics and Public Policy).
- Fischer, Frank; Miller, Gerald J.; Sidney, Mara S. (2006). Handbook of Public Policy Analysis: Theory, Methods, and Politics. New York: Marcel Dekker. ISBN 1-57444-561-8.  Fischer, Frank; Miller, Gerald J.; Sidney, Mara S. (2006). Handbook of Public Policy Analysis: Theory, Methods, and Politics. New York: Marcel Dekker. ISBN 1-57444-561-8.  Fischer, Frank; Miller, Gerald J.; Sidney, Mara S. (2006). Handbook of Public Policy Analysis: Theory, Methods, and Politics. New York: Marcel Dekker. ISBN 1-57444-561-8.
- Dunn, William N. (2007). Public Policy Analysis: An Introduction, 4th ed.. Pearson. ISBN 9780136155546.  Dunn, William N. (2007). Public Policy Analysis: An Introduction, 4th ed.. Pearson. ISBN 9780136155546.  Dunn, William N. (2007). Public Policy Analysis: An Introduction, 4th ed.. Pearson. ISBN 9780136155546.
- Mendez, J., & Dussauge-Laguna, M. (Eds.). (2017). Policy analysis in Mexico. Bristol, UK; Chicago, IL, USA: Bristol University Press. doi:10.2307/j.ctt1t895db.
- Parsons, D. W. (1995). Public Policy: An Introduction to the Theory and Practice of Policy Analysis. Edward Elgar Publishing.
- Scharpf, Fritz W. (1997-09-05). Games Real Actors Play: Actor-centered Institutionalism In Policy Research (en inglés). Avalon Publishing. ISBN 978-0-8133-4660-1.
- Spicker, Paul (2006). Policy Analysis for Practice: Applying Social Policy. Policy Press at the University of Bristol. ISBN 9781861348258.  Spicker, Paul (2006). Policy Analysis for Practice: Applying Social Policy. Policy Press at the University of Bristol. ISBN 9781861348258.  Spicker, Paul (2006). Policy Analysis for Practice: Applying Social Policy. Policy Press at the University of Bristol. ISBN 9781861348258.
- Weimer, David (2004). Policy Analysis Concepts and Practice. Prentice Hall. ISBN 9780131830011.  Weimer, David (2004). Policy Analysis Concepts and Practice. Prentice Hall. ISBN 9780131830011.  Weimer, David (2004). Policy Analysis Concepts and Practice. Prentice Hall. ISBN 9780131830011.
- Young, E. y Quinn, L. (2002). Redacción de documentos sobre políticas públicas efectivas: una guía para asesores de políticas en Europa Central y Oriental . Open Society Institute, Budapest.